# Jilderim (1716)

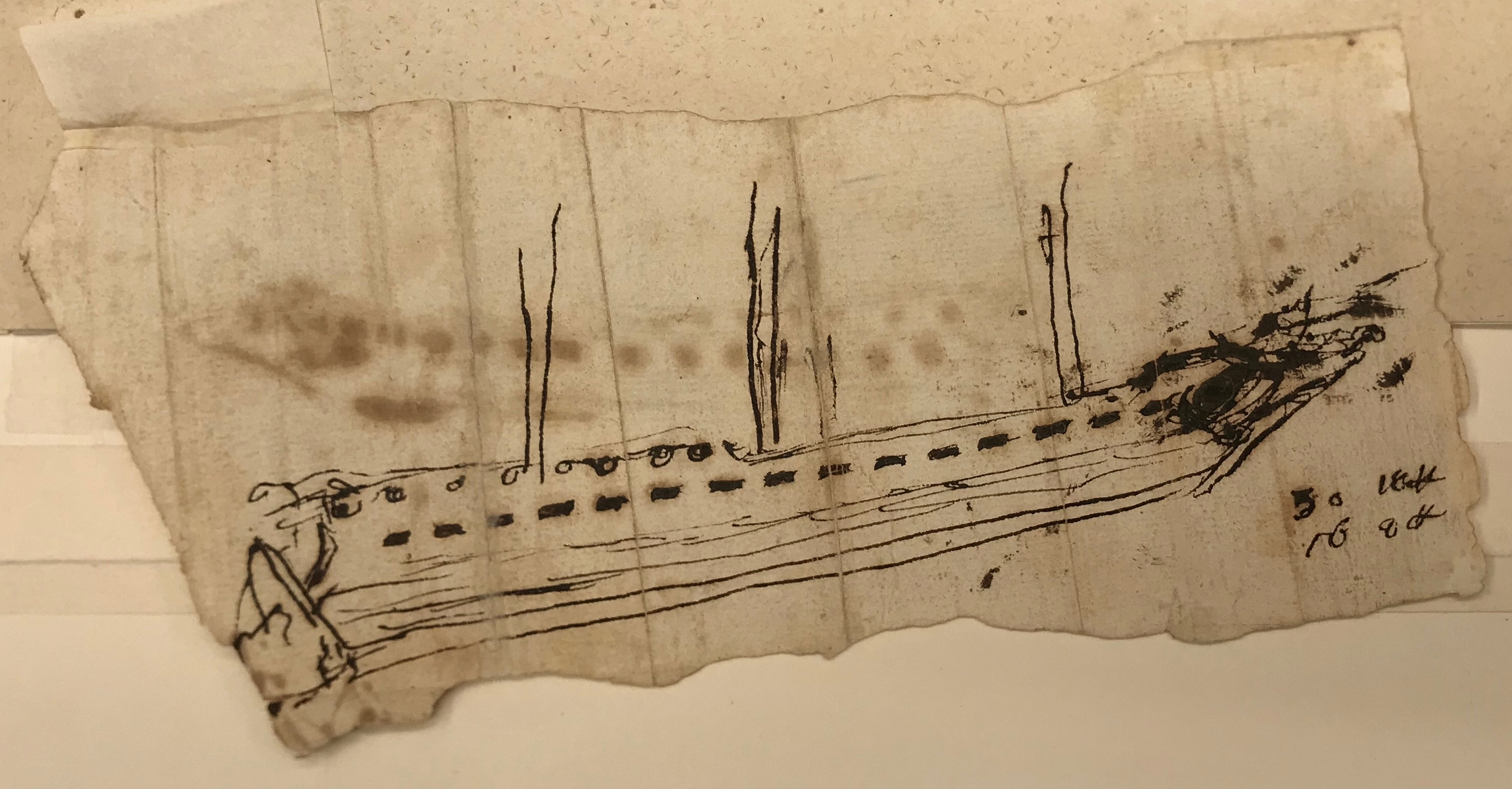
Jilderim och Jarramas. Skiss av Karl XII.

Jilderim eller Illerim var en fregatt som jämte Jarramas byggdes på Karl XIIs order och skisser strax innan han avreste från Bender. Namnet  är turkiska för blixt eller åska. De bägge fartygen blev färdiga år 1716. Följande år försvann Jilderim. Kommendör Carl Gustaf Ulrich samt besättningen blev landsatta I Helsingborg och rapporterade senare i Lund att man blivit äntrade av engelsmän utanför Öland.